# Prozessmodell des Qualitätsmanagements
Das Prozessmodell des Qualitätsmanagements (auch 5-M oder 5-M-Prozessmodell) ist ein Prozessmodell bestehend aus der Aufzählung der betrachteten Elemente eines Prozesses. Die fünf Elemente werden mit Begriffen abgekürzt, die für die prozessbestimmenden Einheiten stehen. Das Modell ähnelt dem Arbeitssystem, das in der Arbeitsgestaltung verwendet wird. 
- der Mensch (man)
- die Methode (method)
- das Material (material)
- die Maschine (machine)
- die Mitwelt (milieu)

Der Mensch wird in diesem Zusammenhang sowohl als Arbeitsperson, als auch als soziale Einheit betrachtet. Unter Methode werden Prozessabläufe ebenso verstanden wie die Arbeitstätigkeiten, die im System ausgeführt werden müssen. Das Material steht für das Eingabe- und das Ausgabematerial, welches im Arbeitssystem getrennt aufgeführt wird. Die Maschine steht für alle Technologien, die in dem System eingesetzt werden und die Mitwelt (Umwelt) beschreibt die gesamte wahrgenommene und nicht wahrgenommene Umwelt, die auf den Prozess einwirkt.

## 7-M
Eine Erweiterung des Modells um die Faktoren
- Management und
- Messbarkeit

stellt eine Erweiterung des ursprünglichen Modells um die organisatorische Dimension dar.